# Goearam I
Goearam I (Georgisch:გუარამ I) was prins van Iberië bekend als Kartli (huidige Georgië) 588 tot 590.
Goearam was een zoon van Leo en kleinzoon van Vachtang I Gorgasali.